# 格倫里奧 (新墨西哥州和德克薩斯州)
格倫里奧（英語：Glenrio）是位於美國新墨西哥州奎伊縣及德克薩斯州戴夫史密斯縣的非建制地區。

## 歷史
格倫里奧的郵局自1915年營運至今。

## 地理
格倫里奧所處的海拔為高於海平面1175米（即3855英呎），而該地所採用的時區為UTC-7，即北美山地时区（MST）。同時該地設有夏令時間，為UTC-7調快一小時，即UTC-6（MDT）。